# Капелле
Капелле (нидерл. Kapelle) — город в Нидерландах на полуострове Зёйд-Бевеланд, административный центр общины Капелле в провинции Зеландия.

## История
Первые следы человеческих поселений в этих местах восходят ко временам римлян. В X веке здесь уже была церковь.

## Известные уроженцы
- Анни Смидт (1911—1995) — писательница